# Mantel des Propheten

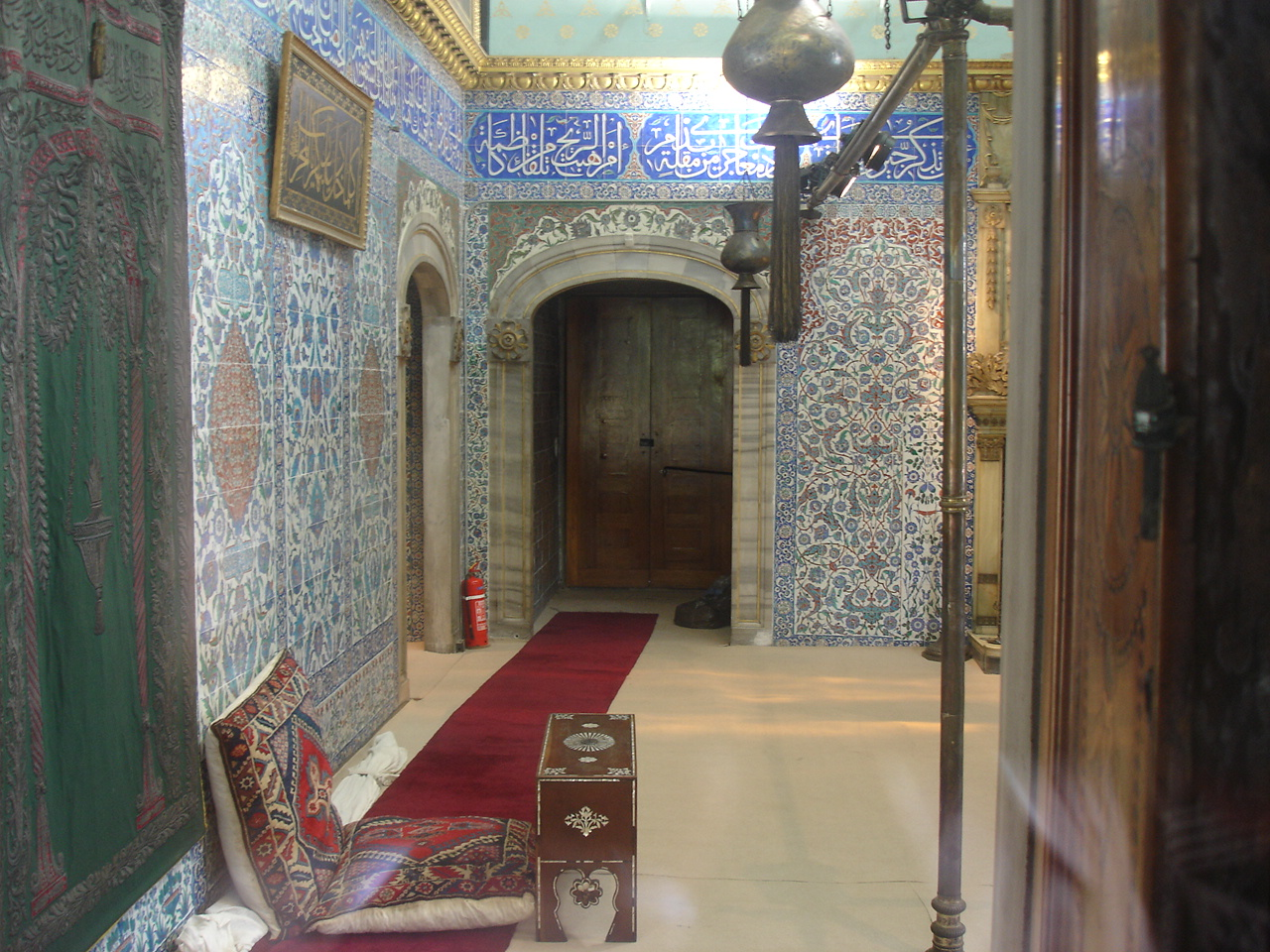
Die Kammer des Heiligen Mantels

Der Mantel des Propheten oder Hırka-i Şerif, „der edle Mantel“, ist die Bezeichnung eines Mantels, der dem Propheten Mohammed zugeschrieben wird. Der Mantel wurde als Reliquie verehrt und wird im Emanat-ı mukaddese im Topkapı-Palast aufbewahrt. Eine andere Bezeichnung lautet Hırka-i Saadet („Mantel des Glücks“). Der Mantel hat eine Länge von 1,24 m. Er ist aus schwarzem Wollstoff genäht und mit cremefarbener Wolle gefüttert und hat lange und breite weiße Ärmel. An mehreren Stellen fehlen kleine Stücke Stoff. Er wird in einer mit Silber beschlagenen Truhe aufbewahrt. Die Bedeutung und Schutzwirkung, die einem Mantel des Propheten beigemessen wurde, geht aus der Geschichte der Leute des Mantels hervor.
Der Überlieferung zufolge soll Mohammed den Mantel Ka'b ibn Zuhair geschenkt haben. Muawiya soll den Mantel nach dessen Tod erstanden haben. Später sei er dann in den Besitz der Abbasiden übergegangen und nach der Eroberung Bagdads durch die Mongolen nach Ägypten gelangt. Nach Istanbul kam er im Zuge der Eroberung Ägyptens durch Selim I. im Jahre 1517. Dort wurde er im sogenannten Has Oda, dem „privaten Zimmer“ des Palastes aufbewahrt. Vierzig Personen, die sog. Has Odalılar, waren mit dem Schutz und der Pflege der Reliquie beauftragt.
Der Mantel wurde von den Sultanen als Heiligtum verehrt. Sultan Mustafa II. nahm den Mantel sogar bei seinem Fluchtversuch nach der Entmachtung mit. Der Mantel des Propheten war Gegenstand verschiedener Zeremonien. Einige Sultane benetzten ihn in Wasser, das dadurch geheiligt und anschließend als Zeichen besonderer Gunst verschenkt wurde. Auch Tücher, mit denen der Mantel abgerieben wurde, pflegten die Sultane als Ehrengabe zu verschenken. Am 15. Ramadan wurde der Mantel mit einer feierlichen Prozession der allerhöchsten religiösen und weltlichen Würdenträger des Reiches geehrt. Nach einem gemeinsamen Mittagsgebet zogen sie zum Has Oda. Nachdem sie die Erlaubnis zum Eintreten bekommen hatten, erhielten sie nach Koranrezitationen vom Sultan die Erlaubnis, den Mantel mit dem Gesicht zu berühren (yüz sürmek).
Der Mantel diente den osmanischen Herrschern als Legitimationsquelle und wurde ferner eingesetzt, um das Schlachtenglück zu wenden. Mehmet III. setzte bei seinem Feldzug nach Eger dieses Mittel erfolgreich ein. Der Mantel spielte ebenfalls eine Rolle bei Staatsakten wie Vereidigungen, Schwertgürtung neuer Sultane und dem Tod von Sultanen.
Ein weiterer Mantel, der dem Propheten zugeschrieben wird, kam im Jahre 1617 oder 1618 nach Istanbul. Dieser gröbere Mantel soll ursprünglich im Besitz von Uwais al-Qarani, einem Zeitgenossen des Propheten, gewesen sein. Er befindet sich in einer eigens für den Hırka-i Şerif errichteten Moschee, der Hırka-i Şerif Camii. Diese der europäischen Bauweise nachempfundene elegante Moschee wurde um 1850 von der Mutter Sultan Abdülaziz’ errichtet. Der Mantel ist dort zwischen dem 15. Ramadan und der Nacht der Bestimmung dem Publikum zugänglich.